# مياغ (فطر)
مياغ (الاسم العلمي: Uromyces)، جنس فطور من رتبة الشقرانيات وفصيلة الشقرانية.